# Тулдила
Тулдила (лат. Tuldila; погиб в 458) — возможно, один из вождей гуннов, государство которых распалось после смерти царя Аттилы.

## Биография
Единственный исторический источник, сообщающий сведения о Тулдиле — панегирик императору Майориану, написанный поэтом Сидонием Аполлинарием. Согласно этому источнику, в начале 458 года император Западной Римской империи с большим войском, собранным для войны с вандалами, совершил поход к Дунаю, чтобы обезопасить от варваров северо-восточные провинции своего государства. Поэт писал, что во время похода множество народов покорилось императору, и что один из варварских вождей, Тулдила, отказавшийся признать над собой власть Майориана, погиб в бою с римским войском. Так как, по свидетельству Сидония, люди, которых возглавлял Тулдила, недавно потеряли своих правителей в битве, предполагается, что они могли быть гуннами, владевшими землями в Мёзии и Прибрежной Дакии.